# Sizilianische Fußballauswahl
Die sizilianische Fußballnationalmannschaft (sizilianisch: Naziunali Siciliana di Palluni)) repräsentiert Sizilien und bildet die Auswahlmannschaft mit den besten Fußballspielern auf der Insel. Sie wird von der Sicilia Football Association (gekürzt Sicilia F.A.) kontrolliert und wird gemeinhin als Naziunali Siciliana bezeichnet. Die Sicilia F.A. wurde im Jahr 2020 gegründet.
Der Fußballverband Siziliens ist weder Mitglied des Weltfußballverbandes FIFA noch des europäischen Fußballverbandes UEFA, daher nimmt die Mannschaft auch nicht an Qualifikationsspielen zu Weltmeisterschaften und Europameisterschaften teil. Die Sicilia F.A. ist jedoch seit Juni 2021 Mitglied der CONIFA und kann daher auch an der CONIFA-Weltfußballmeisterschaft und an der CONIFA-Europafußballmeisterschaft teilnehmen.

## Geschichte
Immer wieder wurde in der Vergangenheit von Journalisten sowie Sizilianisten die Etablierung eines sizilianischen Fußballteams gefordert.
Das gegenwärtige Projekt begann 2019, nachdem die ersten Kontakte mit der CONIFA geknüpft wurden und dank des Mitwirkens eines Gründungskomitees, bestehend aus den drei sizilianischen Metropolitanstädten Palermo, Catania und Messina. Am 15. Mai 2020 wurde die Sicilia F.A. offiziell gegründet und die öffentlichen Aktivitäten begangen im 2021.
Bei der Gründung wurde Salvatore Mangano aus Messina als Präsidenten gewählt. Angelo Priolo und Fabio Petrucci aus Palermo wurden auserkoren, jeweils das Amt des Vizepräsidenten und des Generalsekretärs zu übernehmen. Alberto L’Episcopo aus Catania – ein früherer Manager des Serie-A-Teams Chievo Verona – ist der Generaldirektor. Mario Bonsignore – früherer Präsident der AC Ancona, ex-Manager des FC Messina sowie derzeitiger Marketing Manager der Malta Football Association – wurde als Generalkonsulent des Sicilia FA engagiert. Pietro Cannistrà und Benedetto Bottari – zwei Schlüsselfiguren im Aufstieg des Teams SS Milazzo in die Lega Pro – wurden jeweils zum Head of the Sporting Area und zum Teammanager erkoren.
Ein Primärziel der Sicilia F.A. ist die Förderung eines sizilianischen Nationalbewusstseins durch den Fußball. Die Initiative einer sizilianischen Fußballauswahl basiert auf die Überzeugung, dass Sizilien eine staatenlose Nation mit eigenen geografischen, geschichtlichen und kulturellen Besonderheiten, sowie einer eigenen Sprache, ist. Die Sicilia F.A. hat bereits Kooperationen mit der „Accademia della Lingua Siciliana“ („Akademie für sizilianische Sprache“) und dem Kulturverein „Lu Statutu“ unterzeichnet, um dieses Primärziel zu erreichen.
Schon bald nach der Entstehung der Sicilia F.A. haben einige Medien über die theoretische Möglichkeit fantasiert, dass internationale Größen wie Mario Balotelli und Vincenzo Grifo das Trikot der sizilianischen Mannschaft tragen könnten.
Die ersten zwei Fußballverbände, die die Sicilia F.A. anerkannt haben, waren die Fußballauswahlen aus Sardinien und Korsika.
Das Global Executive Committee der CONIFA stimmte der Aufnahme Siziliens als Mitgliedsverband am 27. Juni 2021 zu.

## Farben und Logo

Flagge der Sizilianischen Vesper von 1296

Die offiziellen Farben der sizilianischen Fußballnationalmannschaft sind rot und gelb, wie die Flagge Siziliens. Das Logo der Sicilia F.A. basiert auf die Flagge der Sizilianischen Vesper und enthält das Motto Animus Tuus Dominus (Der Mut sei Dein Herr), das bereits 1282 von sizilianischen Rebellen während der Revolution gegen das Haus Anjou genutzt wurde. Das Logo wurde im Juni 2021 durch eine Abstimmung auf den sozialen Medien von sizilianischen Fußballfans sowie durch eine Fachjury bestimmt.

## Spielkleidung
Die Sicilia F.A. präsentierte drei Mannschaftstrikots, wobei alle drei von der Geschichte Siziliens inspiriert sind.
- 1: „Vèspiru“: rot und gelb mit dem Emblem der sizilianischen Triskele, zu Ehren der Sizilianischen Vesper von 1282;
- 2: „Fidiricu“: weiß mit 4 roten und gelben Streifen und dem Hohenstaufischen Adler, zu Ehren der königlichen Flagge des Königs Friedrich III. von Sizilien im Jahr 1296;
- 3: „Ruggeru“: blau mit rot-gelb karierter Streife, zu Ehren der Entstehung des Königreich Siziliens durch König Roger II. im Jahr 1130.

## Medienpartner
Eine Kooperation zwischen der Sicilia F.A. und dem auf Fußball spezialisierten Web-TV-Sender WeSport.it wurde am 2. Juni 2021 über die sozialen Medien bekannt gegeben.